# Зимецкое
Зимецкое — озеро на западе Тверской области, находится на территории Понизовского сельского поселения Торопецкого района. Принадлежит бассейну Западной Двины.
Расположено в юго-восточной части района; в 15 километрах к юго-востоку от города Торопец. Длина озера 1,5 километра, ширина до 0,45 километра. Площадь водной поверхности составляет 0,4 км². Протяжённость береговой линии — 3,4 километра.
Окружено лесами; с юга — болотом. Через озеро протекает река Завля (впадает в восточную часть, вытекает из западной), приток Торопы. Также в Зимецкое впадает протока, вытекающая из озера Долгое. На юго-западном берегу озера расположена деревня Зимцы.